# Тэджонский метрополитен
Тэджонский метрополитен — метро южнокорейского города Тэджон. На всех станциях установлены платформенные раздвижные двери.

## История
15 марта 2006 года открыта первая очередь первой линии длиной 12,4 км с 12 станциями.
17 апреля 2007 года открыта вторая очередь той же линии — 10,2 км путей с 10 станциями.
В 2008 году предполагалось начать строить вторую линию, но государство прекратило финансирование и строительство не началось.
В планах продлить первую линию, а также создать вторую линию похожую на Берлинский M-Bahn.

## Линии
| Название на русском | Название на корейском | Первая станция | Последняя станция | Количество станций | Длина (км) |
|                     |                       |                |                   |                    |            |
| Первая линия        | 1호선                 | Панам          | Бансок            | 22                 | 22,7       |
|                     |                       |                |                   |                    |            |

## Галерея

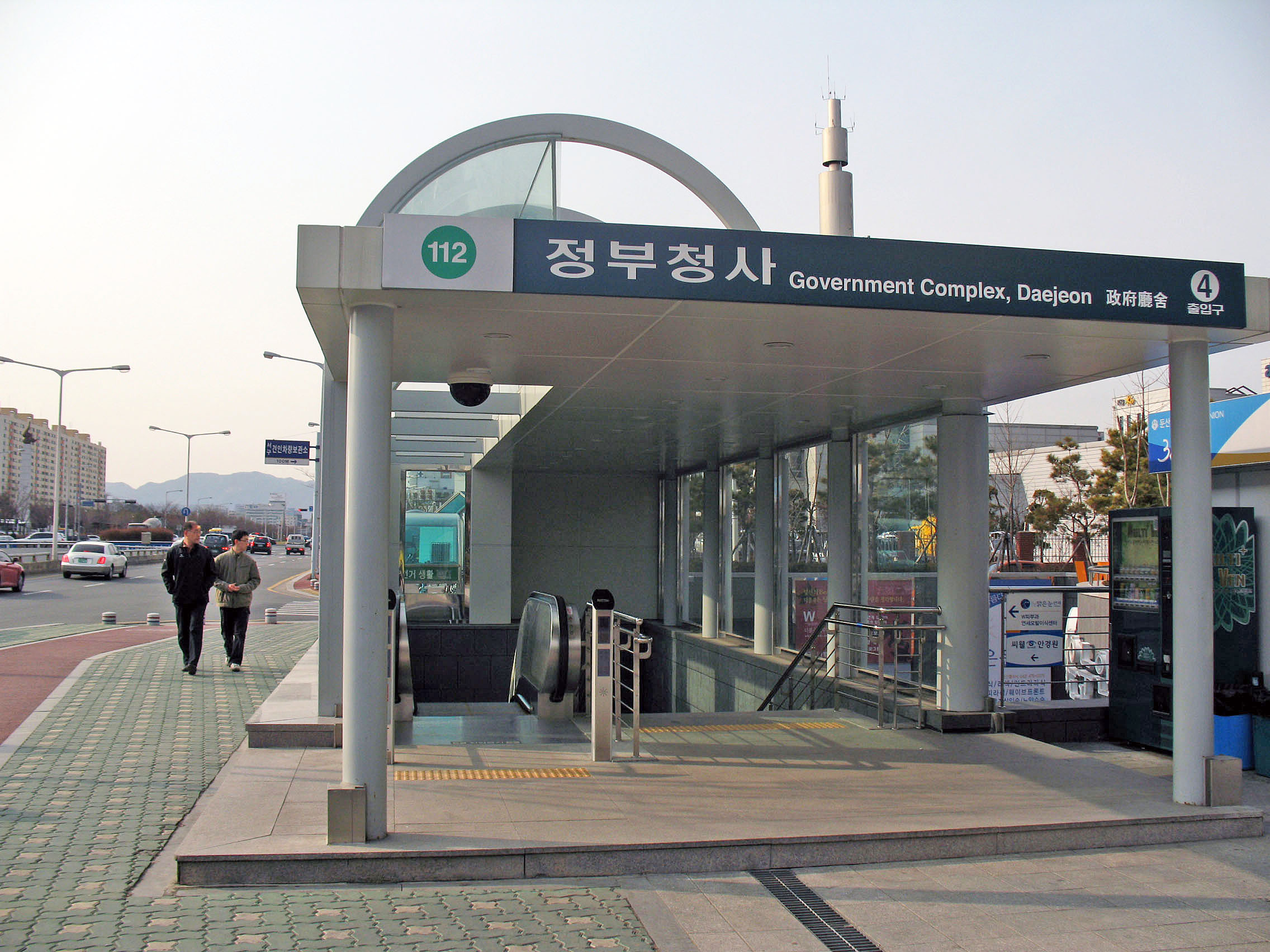
Вход в метро на станции «Правительственный комплекс, Тэджон» 15 января 2008 года
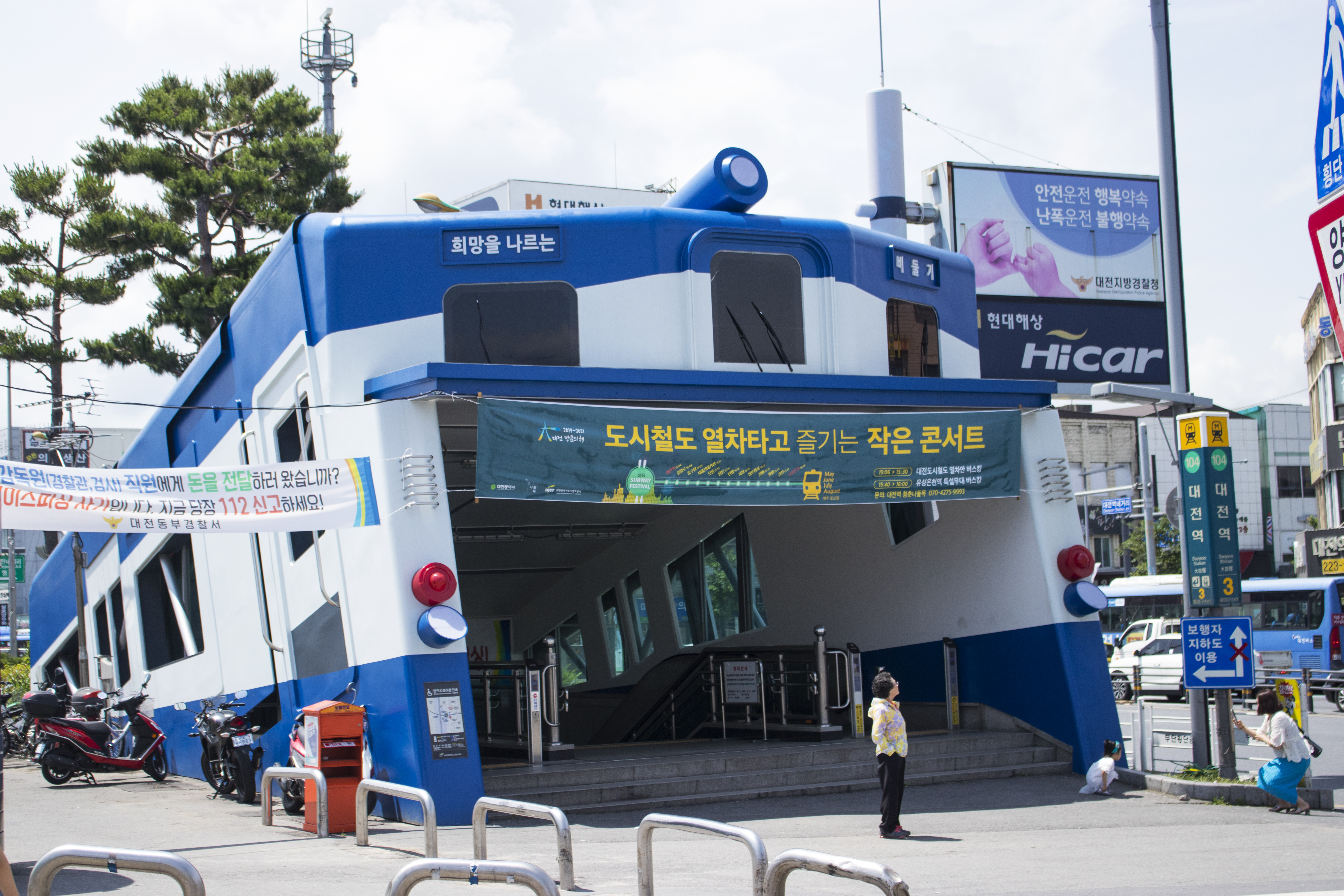
Вход в метро на станции «Тэджон» 8 июня 2019 года
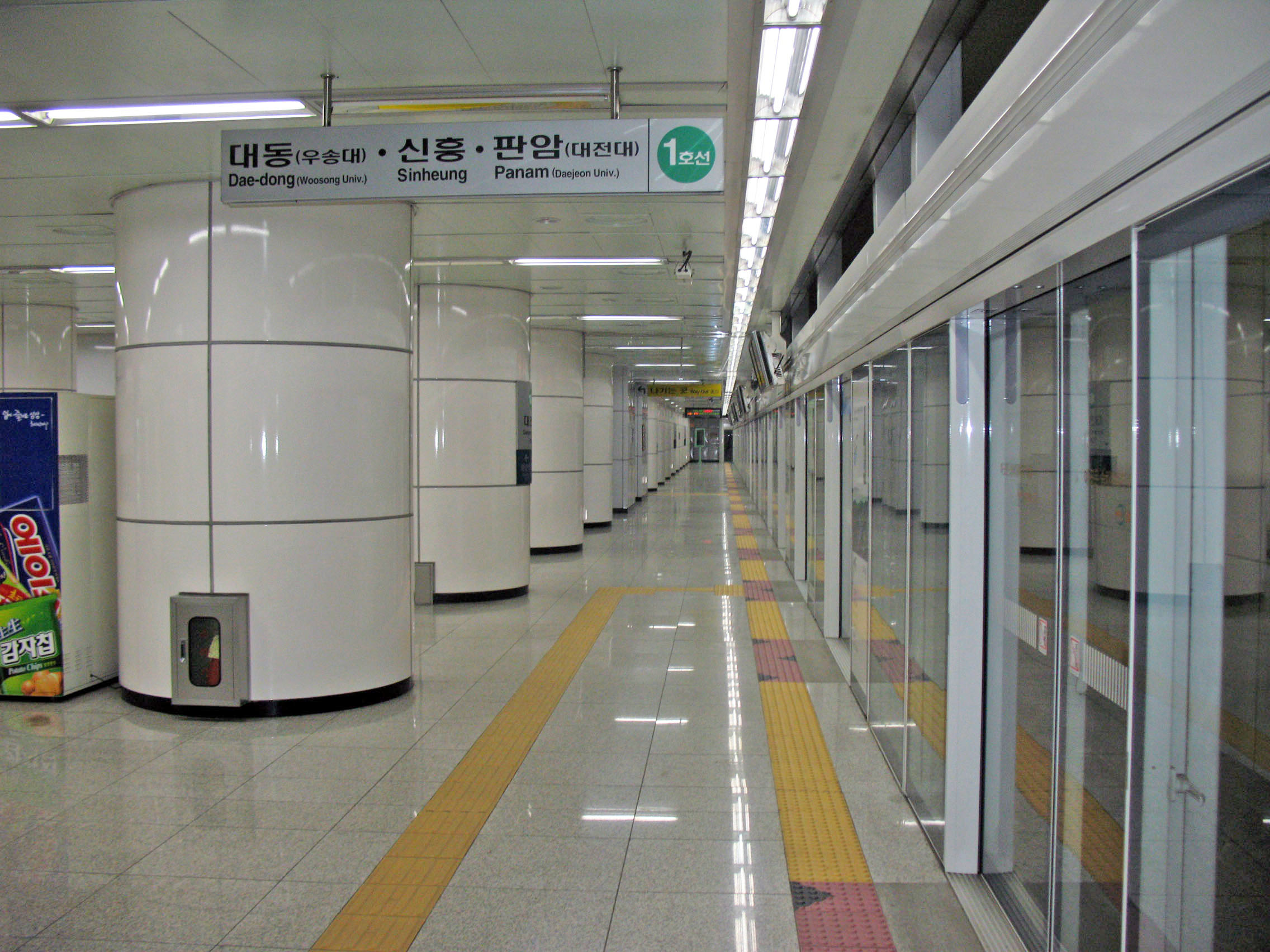
Посадочная платформа станции «Тэджон» 15 января 2008 года